# Valerie Bertinelli

Valerie Ann Bertinelli (Wilmington, Delaware, 1960. április 23. –) kétszeres Golden Globe- és kétszeres Daytime Emmy-díjas amerikai színésznő, televíziós személyiség. Legismertebb szerepei Barbara Cooper Royer a One Day at a Time című sitcomból, Gloria az Angyali érintésből, illetve Melanie Moretti a Vérmes négyesből. A Valerie's Home Cooking és a Kids Baking Championship című főzőműsorok vezetője.

## Élete
A Delaware állambeli Wilmingtonban született, Nancy és Andrew Bertinelli gyermekeként. Apja olasz felmenőkkel rendelkezik. Három testvére van: David, Patrick és Drew. Bátyja, Mark 17 éves korában elhunyt, még Valerie születése előtt.
Mivel apja a General Motorsnál dolgozott, így többször költöztek. Több amerikai városban is éltek, majd végül Los Angelesben telepedtek le. Bertinelli a Tami Lynn School of Artists iskolában tanult, majd a Granada Hills High School tanulója volt. Katolikus hitben nevelkedett.

## Magánélete
1981. április 11.-én házasodott össze Eddie Van Halennel. Fiuk, Wolfgang 1991. március 16.-án született. 2001-ben külön váltak, majd 2007. december 20.-án elváltak. Bertinelli önéletrajzi könyvében leírta, hogy a válás oka az volt, hogy a férje kokainfüggő volt, és a dohányzásról sem akart leszokni.
2010 májusában bejelentette, hogy új férje Tom Vitale. Bertinelli és Vitale 2004 óta voltak együtt, majd 2011. január 1.-jén összeházasodtak.

## További információ
- Hivatalos oldal
- Valerie Bertinelli a Facebookon
- Valerie Bertinelli a PORT.hu-n (magyarul)
- Valerie Bertinelli az Internetes Szinkronadatbázisban (magyarul)
- Valerie Bertinelli az Internet Movie Database-ben (angolul)
- Valerie Bertinelli a Rotten Tomatoeson (angolul)